# Réalité A
|  | Denne artikel er oprettet af botten PalnaBot ud fra en ekstern database. Den kan derfor have sproglige fejl eller mangler. Denne skabelon kan fjernes efter kontrol af indholdet. |

Realitet A er en film instrueret af Mogens Kruse og Robert Jacobsen.

## Handling
En jernskulptur af Robert Jacobsen drejer langsomt rundt bag en matplade, vist i negativ og dobbelteksponeret, hvilket giver en dybdevirkning. På lydsiden høres radiosignaler, der som elektronisk blippen skaber en sfærisk stemning.